# العلاقات الأرجنتينية السلوفينية
العلاقات الأرجنتينية السلوفينية هي العلاقات الثنائية التي تجمع بين الأرجنتين وسلوفينيا.

## مقارنة بين البلدين
هذه مقارنة عامة ومرجعية للدولتين:
| وجه المقارنة                                              | الأرجنتين                                               | سلوفينيا                                                      |
| --------------------------------------------------------- | ------------------------------------------------------- | ------------------------------------------------------------- |
| المساحة (كم2)                                             | 2.78 مليون                                              | 20.27 ألف                                                     |
| عدد السكان (نسمة)                                         | 44.27 مليون                                             | 2.07 مليون                                                    |
| الكثافة السكانية (ن./كم²)                                 | 15.92                                                   | 102.12                                                        |
| العاصمة                                                   | بوينس آيرس                                              | ليوبليانا                                                     |
| اللغة الرسمية                                             | اللغة الإسبانية                                         | اللغة السلوفينية، اللغة الإيطالية، لغة مجرية                  |
| العملة                                                    | البيزو الأرجنتيني 1983 ‏، بيزو أرجنتيني، أسترال أرجنتيني | يورو، تولار سلوفيني                                           |
| الناتج المحلي الإجمالي (بليون دولار)                      | 637.59 مليار                                            | 48.77 مليار                                                   |
| الناتج المحلي الإجمالي (تعادل القوة الشرائية) بليون دولار | 883.02 مليار                                            | 66.01 مليار                                                   |
| الناتج المحلي الإجمالي الاسمي للفرد دولار أمريكي          | 13.43 ألف                                               | 20.73 ألف                                                     |
| الناتج المحلي الإجمالي للفرد دولار أمريكي                 |                                                         | 30.40 ألف                                                     |
| مؤشر التنمية البشرية                                      | 0.827                                                   | 0.880                                                         |
| رمز المكالمات الدولي                                      | +54                                                     | +386                                                          |
| رمز الإنترنت                                              | .ar                                                     | .si                                                           |
| المنطقة الزمنية                                           | 00                                                      | توقيت وسط أوروبا، ت ع م+01:00، ت ع م+02:00، أوروبا/ليوبليانا ‏ |

## منظمات دولية مشتركة
يشترك البلدان في عضوية مجموعة من المنظمات الدولية، منها:
| علم المنظمة | اسم المنظمة                               | تاريخ انضمام الأرجنتين | تاريخ انضمام سلوفينيا |
| ----------- | ----------------------------------------- | ---------------------- | --------------------- |
|             | المنظمة الهيدروغرافية الدولية             | ?                      | ?                     |
|             | منظمة الشرطة الجنائية الدولية             | ?                      | ?                     |
|             | الاتحاد البريدي العالمي                   | ?                      | ?                     |
|             | منظمة التجارة العالمية                    | ?                      | ?                     |
|             | الفريق المعني برصد الأرض                  | ?                      | ?                     |
|             | مجموعة الموردين النوويين                  | ?                      | ?                     |
|             | مؤسسة التنمية الدولية                     | 3 أغسطس 1962           | 25 فبراير 1993        |
|             | مؤسسة التمويل الدولية                     | 13 أكتوبر 1959         | 25 فبراير 1993        |
|             | منظمة حظر الأسلحة الكيميائية              | ?                      | ?                     |
|             | الأمم المتحدة                             | 24 أكتوبر 1945         | 22 مايو 1992          |
|             | الاتحاد الدولي للاتصالات                  | 1889                   | 16 يونيو 1992         |
|             | البنك الدولي للإنشاء والتعمير             | 20 سبتمبر 1956         | 25 فبراير 1993        |
|             | مجموعة أستراليا                           | 1993                   | 2004                  |
|             | المركز الدولي لتسوية المنازعات الاستشارية | 18 نوفمبر 1994         | 6 أبريل 1994          |
|             | وكالة ضمان الاستثمار متعدد الأطراف        | 11 فبراير 1992         | 19 مارس 1993          |
|             | يونسكو                                    | 15 سبتمبر 1948         | 27 مايو 1992          |

## وصلات خارجية
- موقع وزارة الخارجية الأرجنتينية
- موقع وزارة الخارجية السلوفينية